# Plazmová frekvence
Při poruše v plazmatu vzniknou tlumené harmonické kmity s kruhovou frekvencí
{\displaystyle \omega _{p}={\sqrt {\frac {e^{2}n_{0}}{\varepsilon _{0}m_{-}}}}},
kde e je elementární náboj, {\displaystyle n_{0}} koncentrace nosičů náboje,{\displaystyle \varepsilon _{0}} permitivita vakua a {\displaystyle m_{-}} hmotnost elektronu.
Tento děj v plazmatu je popsán pohybovou rovnicí
{\displaystyle {\frac {d\mathbf {v_{-}} }{dt}}=-{\frac {e\mathbf {E} }{m}}_{-}-\nu _{-}\mathbf {v_{-}} }.
Tlumení kmitů je popsané časovou konstantou {\displaystyle {\frac {2}{\nu }}_{-}}, kde {\displaystyle \nu _{-}} je frekvence srážek elektronů s neutrálními částicemi.
Tlumené harmonické kmity lze pozorovat jen tehdy, je-li splněno {\displaystyle \nu _{-}<2\omega _{p}}. Jinak má vývoj koncentrace elektronů aperiodický charakter.